# Новоселівка (Кам'янопотоківська сільська громада)
Новосе́лівка — село в Україні, у Кам'янопотоківській сільській громаді Кременчуцького району Полтавської області. Населення становить 754 осіб. 

## Населення

### Мова
Розподіл населення за рідною мовою за даними перепису 2001 року:
| Мова       | Відсоток |
| ---------- | -------- |
| українська | 96,95%   |
| російська  | 3,05%    |

## Географія
Село Новоселівка знаходиться за 5 км від правого берега річки Дніпро, примикає до Кременчуцьких плавнів, на відстані 0,5 км розташоване село Стара Білецьківка, за 1 км — село Білецьківка. Через село проходить автомобільна дорога Р10.
Відстань до райцентру становить близько 17 км і проходить автошляхом Р10, із яким частково збігаються E584 та М22.

## Об'єкти соціальної сфери
- Фельдшерсько-акушерський пункт.
- Будинок культури.